# سرطانة حرشفية الخلايا
سرطانة الخلية الحرشفية (SCC أو SQCC) هو أحد أنواع سرطانات الجلد. ينشأ من نمو جلدي سرطاني يسمى «التقرن الاكتيني».وتكون المخاطرة على أشدها بين أصحاب البشرة الفاتحة وشعر أشقر الذين يتعرضون بشكل متكرر لأشعة الشمس القوية. من نوع سرطان التي قد تحدث في أجهزة مختلفة كثيرة، بما في ذلك الجلد والشفتين والفم والمريء والمثانة والبروستاتا والرئتين، والمهبل، وعنق الرحم. وهو ورم خبيث من الظهارة الحرشفية يهدد حياة البشر.

## الأنواع
لدى سرطان الخلية الحرشفية عدة أنواع وأصناف وهي:
1-غداني سرطان الخلايا الحرشفية (Pseudoglandular سرطان الخلايا الحرشفية)
2-واضح الخلايا الحرشفية وسرطان الخلايا (بدون تشفير سرطان الخلايا الجلدية)
3-المغزل الخلايا الحرشفية سرطان الخلية
4-الخاتم الدائري خلية سرطان الخلايا الحرشفية
5-سرطانة الخلية الحرشفية شبه القاعديات
6-سرطانة ثؤلولية
8-ورم شائكي متقرن

## الأعراض
يبدأ سرطان الخلية الحرشفية على شكل نتوء غير مؤلم صغير الحجم وأحمر اللون أو رقعة من الجلد تنمو ببطء وقد تصاب بالتقرح. وهي تحدث عادة فوق مناطق من الجلد تعرضت بشكل متكرر لأشعة الشمس القوية، مثل الرأس والأذنين واليدين ومن أهم الاعراض المرافقة هي:
1-قرحة الجلد أو المحمر اللوحة التي تنمو ببطء.
2-نزيف متقطع من الورم، وخصوصا على الشفاه
3- اورام متقرحة مع حواف مرتفعة، في اماكن مختلفة.
4- توسع الشعيرات.
5- عقده حمراء صلبه على الوجه، الشفاه، الأذن، الرقبة، الذراع، اليدين والرجلين.
6-ندبه سطحية لها طبقة قشرية على الوجه، الأذن، الرقبة، اليدين والرجلين.

## الأسباب
- -لون البشرة: البشرة الفاتحة والشعر الأشقر تكون نسبة اصابتهم أكبر من البشرة الداكنة.
- -مرض بوين هو مرض الجلد الناجم عن ضوء الشمس، ويعتبر شكل مبكر من سرطان الخلايا الحرشفية.
- -قرحة مارجولان، هو نوع من سرطان الخلايا الحرشفية الذي ينشأ من عدم شفاء قرحة أو جرح الحرق.
- - الإصابة بسرطان الجلد.
- -الإصابة بسرطان الخلايا القاعدية.

## العلاج
يمكن الوقاية من سرطان الخلية الحرشفية عن طريق تفادي التعرض لضوء الشمس، والزرنيخ والمواد الهيدروكربونية. ويتضمن العلاج استئصال الورم (تحت تخدير موضعي) أو الجراحة بالتجميد، أو العلاج الإشعاعي، والسرطان المتقدم قد يحتاج للعلاج الكيماوي. وأغلب من يعالجون مبكرا من سرطان الخلية الحرشفية يشفون شفاء تاما منها، غير أن طبيبك قد ينصح بإجراء فحوصات دورية على مدى عدة سنوات للتأكد من عدم تجدد الإصابة بالورم، وأنه لم تتكون أورام جديدة.

## معرض صور

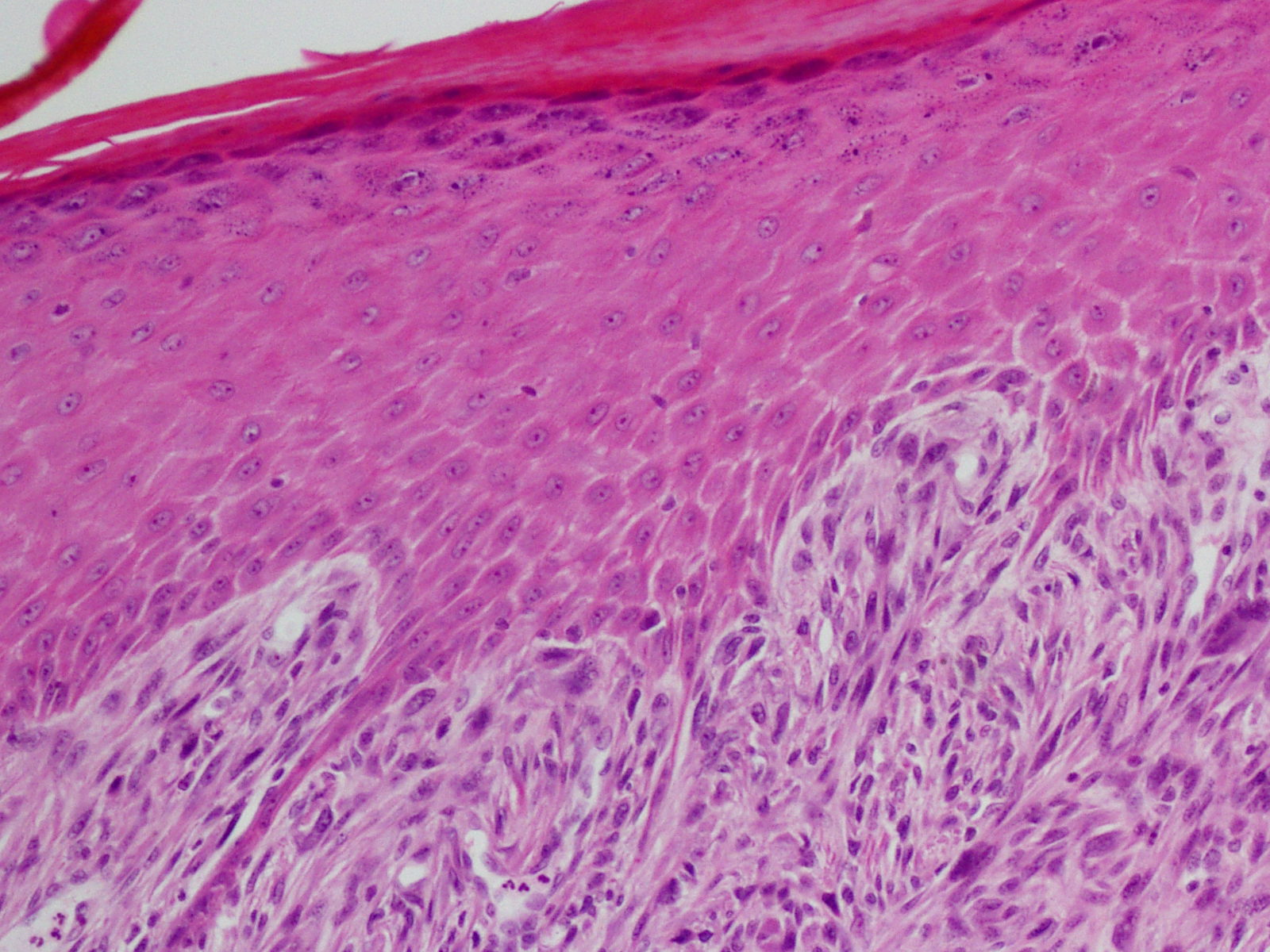
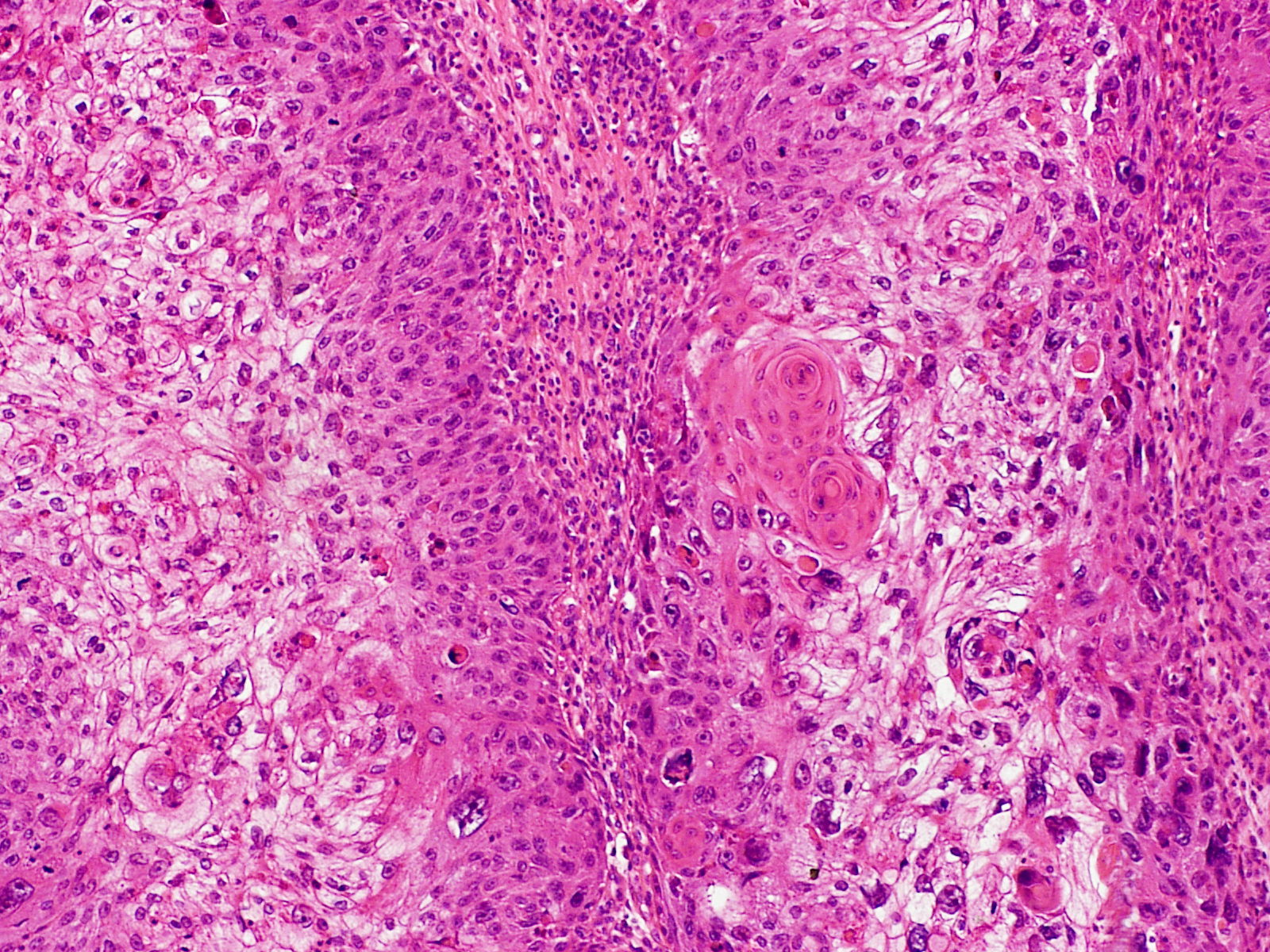
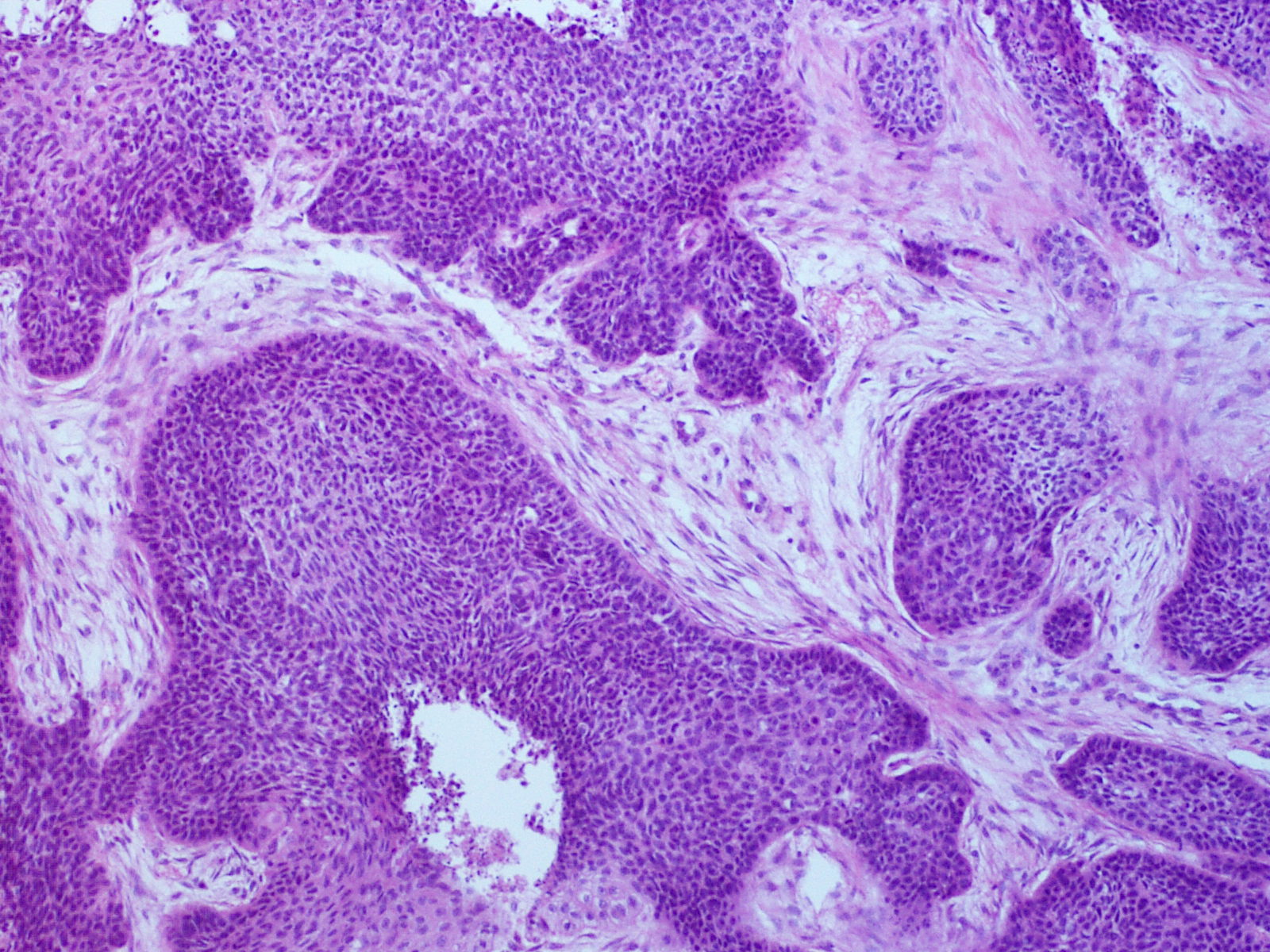
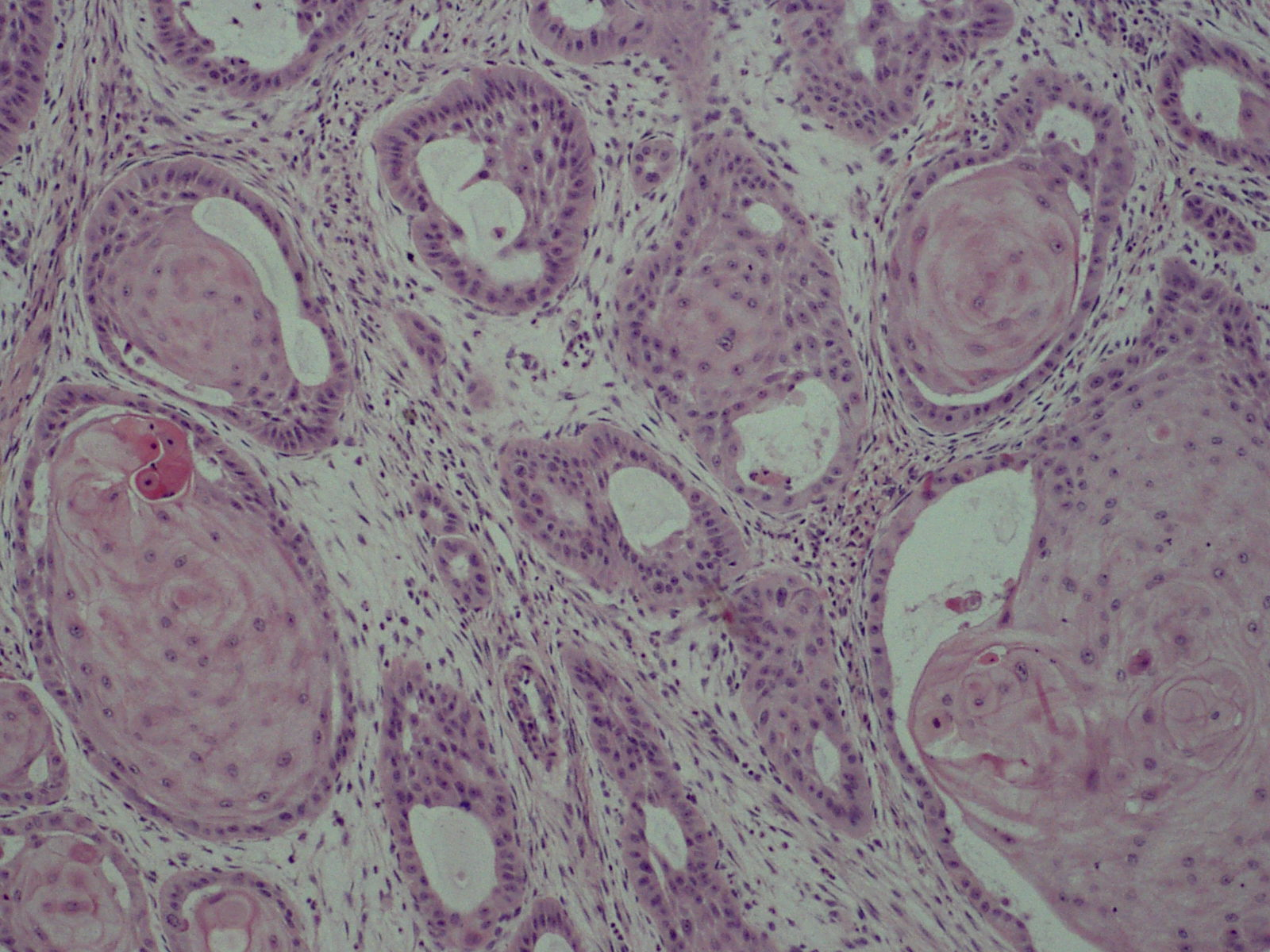